# Sega Bodega
Salvador Navarrete (Galway, Irlanda, 16 de febrero de 1992), más conocido por su nombre artístico Sega Bodega es un productor y vocalista irlandés con nacionalidad británica.

## Biografía
Con orígenes chilenos por parte de su padre e irlandeses por su madre, nació en Galway, Irlanda pero se mudó a Glasgow, Reino Unido, donde a la edad de 17 años comenzó a estudiar música en el Conservatorio Real de Escocia durante 4 meses, ya que lo abandonó y se formó a través de tutoriales por internet. Finalmente se mudó a Londres, donde desarrolla su carrera profesionalmente con influencias que adquiere en Glasgow y que tienen un gran impacto en su música.

## Carrera
Salvador comienza su carrera musical en el año 2010 con el nombre de “PEACE” pero finalmente cambia su nombre artístico a SegaBodega, no siendo hasta 2013 que lanza su primer EP “34 EP”.
En 2015 publica su primer álbum de estudio “SS 2015” así como “Sportswear”, su segundo EP.
En 2017 tiene varios lanzamientos, publicando su segundo álbum de estudio “SS 2017”, y 2 EP más, “Ess B” y “Nivea”.
En 2017 funda  NUXXE, junto a ShyGirl, Coucou Chloe y Oklou localizado en Reino Unido.
En 2017 prepara junto a NTS Radio un conjunto de 3 programas para celebrar el 30 aniversario del Studio Ghibli en Radio Ghibli.
En 2018 publica uno de sus trabajos más ambiciosos, self*care y aparece en la prestigiosa lista Dazed 100 de Dazed & Confused. Ese mismo año Nike usa uno de sus temas “Aliens” en un spot de “Jumpman”.
En agosto de 2018 Brooke Candy estrena en colaboración con PornHub su película “I Love You” en la que SegaBodega se encargará de diseñar el sonido.
En noviembre de 2019, Sega Bodega lanza “U Suck” como single.
En febrero de 2020 estrena su álbum debut "Salvador" a través de  NUXXE

## Discografía
Álbumes de estudio
- SS 2015 (2015)
- SS 2017 (2017)
- Salvador (2020)
- Romeo (2021)
- Dennis (2024)

Sencillos y EP
- 34 EP (2013)
- Stay Nervous (2014)
- Sportswear (2015)
- CC (2017)
- Ess B (2017)
- Nivea (2017)
- Friendless (2018)
- U.A.F.W.M. (2018)
- self*care (2018)
- mimi (2019)

Canciones producidas
- Forever – Oklou
- BB – Shygirl
- Close To You (Moonlighting) – Cosmina
- Drip (feat. Erika Jayne) – Brooke Candy
- TEASR – Elheist
- UCKERS – Shygirl
- Problems In Us – Col3trane
- U.A.F.W.M – Quay Dash
- Spit Intent – Y1640
- Rude – Shygirl
- Friendless – Oklou
- Weep – Y1640
- Tell Nobody – Nadia Tehran
- Nasty – Shygirl
- R U Lonely 2? – Cosmina
- Ferment – Murlo
- MSRY – Shygirl
- Bleached – MISOGI
- Flip U – Coucou Chloe
- Open Season – Jaxxon D. Silva
- O – Shygirl
- Hit ‘n’ Run – Jaxxon D. Silva
- Gush – Shygirl
- Want More – Shygirl
- NVR – Shygirl
- Asher Wolfe – Shygirl
- Freak – Shygirl[13]
- M'Lady – Dorian Electra
- rosebud – oklou
- MOOR – Zebra Katz